# Calagurris
Calagurris (actual Calahorra) fou una ciutat dels vascons a la Hispània Tarraconense. Era construïda a un turó a la vora de l'Ebre, a la riba del riu Cidacos (La Rioja), a la via entre Cesaragusta (Saragossa) i Legio VII Gemina (Lleó), en un terreny pla, salitrós i fort, on podien cultivar-se cereals, fruites i hortalisses, i on segurament havia també cultius de vinya i oliveres.
Al 186 aC se l'esmenta com a ciutat celtibera. Durant la guerra de Sertori fou lleial a aquest i va resistir els atacs de Pompeu; a la mort de Sertori va decidir resistir fins al final i fou assetjada pel llegat de Pompeu, Afranius. Els assetjats van acabar el menjar, i passaven tanta gana que van començar a menjar a les dones i criatures i les seves restes les salaven per menjar-les en els dies següents. Això va donar lloc a la "fam calagurritana" per definir la fam extrema. Finament fou ocupada i sembla que Pompeu va permetre la seva repoblació per vascons que ja l'havien posseït més antigament. Un cos de vascons de Calagurris va formar la guàrdia personal d'August.
Durant l'imperi Calagurris fou un municipi del convent jurídic de Cesaraugusta. La ciutat portà els títols d'"Augusta" i "Julia". Com que hi havia dues ciutats amb el mateix nom, la Calagurris de l'Ebre, actual Calahorra (La Rioja), fou anomenada Calagurris Nassica, mentre l'altra Calagurris, una ciutat estipendiària de la regió d'Osca, probablement Loarre, fou anomenada Calagurris Fibulària.
Fou la ciutat de naixement del retòric Quintilià. El primer poeta cristià, Prudenci, podria haver estat també fill de la ciutat, però aquest honor el reclama també la ciutat de Cesaraugusta (Saragossa).
Apareix documentat al segle iii un bisbe amb seu a Calagurris que aleshores probablement havia perdut el seu caràcter vascó i estava totalment llatinitzada. El cristianisme es devia difondria a partir del segle IV des de la ciutat mitjançant les vies romanes.
El Bisbat de Calagurris va haver de fundar-se al segle iii, sent més que dubtosa la tradició que atribueix la seva fundació a Sant Pau molt abans (cap a l'any 60), durant el seu presumpte viatge a Hispània, i que dona com a primer titular de la seu a un deixeble de Pau anomenat Fèlix.
El Museu de la romanització de Calahorra exposa una mostra significativa de materials i objectes obtinguts en intervencions arqueològiques a la ciutat.